# Stella massiccia
Una stella massiccia (detta anche stella blu per via del colore, spesso tendente appunto al blu) è una stella molto calda, massiccia e luminosa, appartenente alle classi spettrali O, B e W.

## Caratteristiche
Il legame tra le varie caratteristiche non è casuale: una normale stella blu è necessariamente luminosa, perché il suo colore deriva dall'elevata temperatura superficiale (attorno ai 30 000 K). La temperatura deriva direttamente dalla massa elevata, superiore alle 8 masse solari. La stella è inoltre sicuramente giovane (in termini astronomici), perché tali stelle impiegano pochi milioni di anni per portare a termine la fusione dell'idrogeno in elio e poi, al termine della sequenza principale, di quest'ultimo in elementi più pesanti, prima di esplodere come spettacolari supernovae.
Nel momento in cui la massa di una stella è sufficientemente grande, si raggiungono le condizioni necessarie affinché la sua fusione nucleare non venga limitata agli elementi chimici più leggeri, come accade nelle stelle di massa minore, ma riesca a fondere carbonio ed elementi più pesanti. Si potrebbe pensare che le stelle massicce mantengano la loro attività di fusione nucleare più a lungo, poiché hanno una maggiore quantità di combustibile nucleare e ne possono usare diversi tipi. Tuttavia, accade il contrario: lo consumano a un ritmo elevatissimo, molto più alto di quello seguito dalle stelle con massa inferiore. È proprio questa voracità che le conduce a una fine molto violenta. Le diverse fasi della combustione nucleare durano sempre meno: così, il silicio si esaurisce in pochi giorni, mentre il ferro segna la fine dell'uso successivo di combustibili, accumulandosi nel nucleo.
Le stelle blu caratterizzano quindi le zone di formazione stellare: tali stelle vivono così poco da non potersi allontanare molto dal luogo in cui si sono formate. I bracci di spirale di una galassia, gli ammassi aperti e le associazioni OB sono i luoghi in cui è più frequente trovare questo tipo di stelle.
Alcune stelle blu non rispettano questi parametri: si tratta delle stelle vagabonde blu, che si trovano per lo più al centro degli ammassi globulari, in regioni di altissima densità di stelle, e si pensa che derivino dalla fusione di due stelle in precedenza con normali caratteristiche.

## Vita ed esplosione finale
Il rapido esaurimento del carburante spiega il breve ciclo di stelle di grande massa. In generale maggiore è la massa di una stella, più breve è la sua vita in quanto tale. Quelle di massa maggiore vivono al massimo alcune decine di milioni di anni e non sperimentano la tranquilla fine dell'attività di quelle più leggere: terminano i loro giorni in un'esplosione nota come "supernova".